# فرودگاه مائنگ‌سان
فرودگاه مائنگ‌سان (به انگلیسی: Maengsan Airport) یک فرودگاه نظامی است . این فرودگاه در کشور کره شمالی قرار دارد و در ارتفاع ۶۳۶ متری از سطح دریا واقع شده است.